# Dendrosipanea
Dendrosipanea là một chi thực vật có hoa trong họ Thiến thảo (Rubiaceae).

## Loài
Chi Dendrosipanea gồm các loài: